# 일리시 마체르 파투리
일리시 마체르 파투리(벵골어: ইলিশ মাছের পাতুরি) 또는 일리시 파투리(벵골어: ইলিশ পাতুরি)는 남아시아의 생선 요리이다. 청어과 생선인 일리시(Tenualosa ilisha)를 겨자로 양념해 바나나잎으로 싸서 익힌 음식으로, 대표적인 벵골 요리이며, 방글라데시의 국민 음식 가운데 하나로 여겨진다.

## 이름
벵골어 "일리시(ইলিশ)"는 물고기의 이름이며, "마체르(মাছের)"는 "물고기, 생선"을 뜻하는 명사인 "마치(মাছ)"의 여격 형태이다. "파투리(পাতুরি)"는 잎에 싼 음식을 가리키는 말인데, 이는 벵골어로 "잎"을 뜻하는 명사인 "파타(পাতা)"에서 나온 말이다.

## 만들기
일리시를 겨자씨와 고추를 갈아 만든 양념에 재어 둔다. 양념에는 겨자씨와 고추 외에 강황가루, 소금, 겨자기름 등이 들어가며, 때에 따라 도이(발효유)나 코코넛크림 등을 넣기도 한다. 바나나잎에 양념한 일리시와 겨자 양념, 풋고추 한두 개를 싼 다음 타바에 기름을 두르고 굽거나 찜기에 찐다.

## 같이 보기
- 가라시렌콘
- 이칸 페페스